# Campionati europei di scherma
I Campionati europei di scherma sono una competizione sportiva annuale organizzata dalla Confederazione europea di scherma, che si svolge ogni volta in un paese diverso. Nell'ambito di essi vengono assegnati i titoli europei delle diverse specialità della scherma maschile e femminile. Il concorso, creato nel 1981, è rimasto sospeso fra il 1984 e il 1990, per poi riprendere regolarmente e con continuità fin dal 1991.

## Albo d'oro

### Individuale
| Anno | Fioretto            | Fioretto             | Spada               | Spada                 | Sciabola             | Sciabola             |
| Anno | Uomini              | Donne                | Uomini              | Donne                 | Uomini               | Donne                |
| ---- | ------------------- | -------------------- | ------------------- | --------------------- | -------------------- | -------------------- |
| 1981 | Andrea Borella      | Anna Rita Sparaciari | Angelo Mazzoni      | -                     | Imre Gedővári        | -                    |
| 1982 | Mauro Numa          | Dorina Vaccaroni     | Olivier Carrard     | -                     | Tadeusz Piguła       | -                    |
| 1983 | Andrea Borella      | Cornelia Hanisch     | Alexander Pusch     | -                     | Giovanni Scalzo      | -                    |
| 1991 | István Busa         | Zsuzsanna Jánosi     | Iván Kovács         | Mariann Horváth       | Bence Szabó          | -                    |
| 1992 | Michael Ludwig      | Sabine Bau           | Michael Flegler     | Marina Várkonyi       | Raffaello Caserta    | -                    |
| 1993 | Joachim Wendt       | Anja Fichtel-Mauritz | Patrick Draenert    | Roberta Giussani      | Felix Becker         | -                    |
| 1994 | Dmitrij Ševčenko    | Sabine Bau           | Vitalij Ahejev      | Sangita Tripathi      | Stanislav Pozdnjakov | -                    |
| 1995 | Serhij Holubyc'kyj  | Zsofia Lazăr-Szabo   | Arnd Schmitt        | Tímea Nagy            | Raffaello Caserta    | -                    |
| 1996 | Lionel Plumenail    | Laura Badea          | Pavel Kolobkov      | Magdalena Jeziorowska | Damien Touya         | -                    |
| 1997 | Adam Krzesiński     | Laura Badea          | Gábor Boczkó        | Ildikó Mincza-Nébald  | Aleksej Frosin       | -                    |
| 1998 | Ralf Bißdorf        | Valentina Vezzali    | Hugues Obry         | Elisa Uga             | Marcin Sobala        | -                    |
| 1999 | Salvatore Sanzo     | Valentina Vezzali    | Rémy Delhomme       | Imke Duplitzer        | Wiradech Kothny      | Elena Zhemaeva       |
| 2000 | Salvatore Sanzo     | Sylwia Gruchała      | Pavel Kolobkov      | Rosa María Castillejo | Sergej Šarikov       | Anne-Lise Touya      |
| 2001 | Simone Vanni        | Valentina Vezzali    | Vitalij Zacharov    | Ildikó Mincza-Nébald  | Stanislav Pozdnjakov | Elena Nečaeva        |
| 2002 | Andrea Cassarà      | Sylwia Gruchała      | Gábor Boczkó        | Maureen Nisima        | Stanislav Pozdnjakov | Cécile Argiolas      |
| 2003 | Simon Senft         | Gabriella Varga      | Gábor Boczkó        | Tat'jana Logunova     | Stanislav Pozdnjakov | Ilaria Bianco        |
| 2004 | Richard Breutner    | Laura Badea          | Christoph Marik     | Natalija Konrad       | Stanislav Pozdnjakov | Aleksandra Socha     |
| 2005 | Andrea Cassarà      | Sylwia Gruchała      | Tomasz Motyka       | Jana Šemjakina        | Aldo Montano         | Ekaterina Fedorkina  |
| 2006 | Ralf Bißdorf        | Jana Ruzavina        | Iván Kovács         | Claudia Bokel         | Aleksej Jakimenko    | Sof'ja Velikaja      |
| 2007 | Andrea Baldini      | Evgenija Lamonova    | Jérôme Jeannet      | Laura Flessel         | Jorge Pina           | Ekaterina Fedorkina  |
| 2008 | Andrea Cassarà      | Adeline Wuillème     | Géza Imre           | Adrienn Hormay        | Aljaksandr Bujkevič  | Sof'ja Velikaja      |
| 2009 | Andrea Baldini      | Valentina Vezzali    | Sven Schmid         | Britta Heidemann      | Veniamin Reshetnikov | Ol'ha Charlan        |
| 2010 | Andrea Baldini      | Valentina Vezzali    | Jean-Michel Lucenay | Imke Duplitzer        | Aleksej Jakimenko    | Svetlana Kormilicyna |
| 2011 | Giorgio Avola       | Elisa Di Francisca   | Jörg Fiedler        | Tiffany Géroudet      | Aleksej Jakimenko    | Ol'ha Charlan        |
| 2012 | Aleksej Čeremisinov | Inna Deriglazova     | Pavel Suchov        | Simona Gherman        | Aleksej Jakimenko    | Ol'ha Charlan        |
| 2013 | Peter Joppich       | Elisa Di Francisca   | Jörg Fiedler        | Ana Maria Brânză      | Tiberiu Dolniceanu   | Ol'ha Charlan        |
| 2014 | James-Andrew Davis  | Elisa Di Francisca   | András Rédli        | Bianca Del Carretto   | Aleksej Jakimenko    | Ol'ha Charlan        |
| 2015 | Andrea Cassarà      | Elisa Di Francisca   | Gauthier Grumier    | Violetta Kolobova     | Áron Szilágyi        | Sof'ja Velikaja      |
| 2016 | Timur Safin         | Arianna Errigo       | Yannick Borel       | Simona Gherman        | Benedikt Wagner      | Sof'ja Velikaja      |
| 2017 | Daniele Garozzo     | Arianna Errigo       | Yannick Borel       | Violetta Kolobova     | Max Hartung          | Teodora Kakhiani     |
| 2018 | Aleksej Čeremisinov | Inna Deriglazova     | Yannick Borel       | Katrina Lehis         | Max Hartung          | Sof'ja Velikaja      |
| 2019 | Alessio Foconi      | Elisa Di Francisca   | Yuval Freilich      | Coraline Vitalis      | Veniamin Rešetnikov  | Ol'ha Charlan        |
| 2022 | Daniele Garozzo     | Leonie Ebert         | Yannick Borel       | Vlada Kharkova        | Sandro Bazadze       | Anna Bashta          |
| 2023 | Filippo Macchi      | Martina Batini       | Davide Di Veroli    | Alexandra Louis-Marie | Sandro Bazadze       | Manon Brunet         |
| 2024 | Tommaso Marini      | Arianna Errigo       | Luidgi Midelton     | Irina Embrich         | Michele Gallo        | Celia Pérez Cuenca   |
| 2025 | Guillaume Bianchi   | Eva Lacheray         | Roman Svičkar       | Aizanat Murtazaeva    | Remi Garrigue        | Sarah Noutcha        |

### A squadre
| Anno | Fioretto     | Fioretto     | Spada        | Spada       | Sciabola     | Sciabola    |
| Anno | Uomini       | Donne        | Uomini       | Donne       | Uomini       | Donne       |
| ---- | ------------ | ------------ | ------------ | ----------- | ------------ | ----------- |
| 1998 | Germania     | Russia       | Ungheria     | Germania    | Polonia      | -           |
| 1999 | Italia       | Italia       | Italia       | Italia      | Francia      | -           |
| 2000 | Portogallo   | Russia (2)   | Francia      | Svizzera    | Russia       | Russia      |
| 2001 | Germania (2) | Ungheria     | Ucraina      | Italia (2)  | Russia (2)   | Germania    |
| 2002 | Italia (2)   | Polonia      | Francia (2)  | Ungheria    | Russia (3)   | Russia (2)  |
| 2003 | Francia      | Polonia (2)  | Francia (3)  | Russia      | Russia (4)   | Russia (3)  |
| 2004 | Russia       | Romania      | Svizzera     | Russia (2)  | Russia (5)   | Russia (4)  |
| 2005 | Italia (3)   | Italia (2)   | Polonia      | Russia (3)  | Russia (6)   | Francia     |
| 2006 | Francia (2)  | Russia (3)   | Ungheria (2) | Romania     | Romania      | Russia (5)  |
| 2007 | Germania (3) | Ungheria (2) | Ungheria (3) | Italia (3)  | Russia (7)   | Francia (2) |
| 2008 | Polonia      | Russia (4)   | Francia (4)  | Romania (2) | Russia (8)   | Polonia     |
| 2009 | Italia (4)   | Italia (3)   | Ungheria (4) | Romania (3) | Italia       | Ucraina     |
| 2010 | Italia (5)   | Italia (4)   | Ungheria (5) | Polonia     | Italia (2)   | Ucraina (2) |
| 2011 | Italia (6)   | Italia (5)   | Francia (5)  | Romania (4) | Italia (3)   | Italia      |
| 2012 | Italia (7)   | Italia (6)   | Svizzera (2) | Russia (4)  | Russia (9)   | Russia (6)  |
| 2013 | Germania (4) | Italia (7)   | Svizzera (3) | Estonia     | Italia (4)   | Russia (7)  |
| 2014 | Francia (3)  | Italia (8)   | Svizzera (3) | Romania (5) | Italia (5)   | Russia (8)  |
| 2015 | Francia (4)  | Italia (9)   | Francia (6)  | Romania (6) | Germania     | Russia (9)  |
| 2016 | Russia (2)   | Russia (5)   | Francia (7)  | Estonia (2) | Russia (10)  | Russia (10) |
| 2017 | Francia (5)  | Italia (10)  | Russia       | Francia     | Russia (11)  | Italia (2)  |
| 2018 | Russia (3)   | Italia (11)  | Russia (2)   | Francia (2) | Ungheria     | Russia (11) |
| 2019 | Francia (6)  | Russia (6)   | Russia (3)   | Polonia (2) | Germania (2) | Russia (12) |
| 2022 | Italia (8)   | Italia (12)  | Italia (2)   | Francia (3) | Ungheria (2) | Francia (3) |
| 2024 | Francia (7)  | Italia (13)  | Francia (8)  | Italia (4)  | Ungheria (3) | Francia (4) |
| 2025 | Italia (9)   | Italia (14)  | Francia (9)  | Ucraina     | Ungheria (4) | Francia (5) |

## Edizioni
| Edizione | Anno | Città        | Nazione     |
| -------- | ---- | ------------ | ----------- |
| I        | 1981 | Foggia       | Italia      |
| II       | 1982 | Mödling      | Austria     |
| III      | 1983 | Lisbona      | Portogallo  |
| IV       | 1991 | Vienna       | Austria     |
| V        | 1992 | Lisbona      | Portogallo  |
| VI       | 1993 | Linz         | Austria     |
| VII      | 1994 | Cracovia     | Polonia     |
| VII      | 1995 | Keszthely    | Ungheria    |
| IX       | 1996 | Limoges      | Francia     |
| X        | 1997 | Danzica      | Polonia     |
| XI       | 1998 | Plovdiv      | Bulgaria    |
| XII      | 1999 | Bolzano      | Italia      |
| XIII     | 2000 | Funchal      | Portogallo  |
| XIV      | 2001 | Coblenza     | Germania    |
| XV       | 2002 | Mosca        | Russia      |
| XVI      | 2003 | Bourges      | Francia     |
| XVII     | 2004 | Copenaghen   | Danimarca   |
| XVIII    | 2005 | Zalaegerszeg | Ungheria    |
| XIX      | 2006 | Smirne       | Turchia     |
| XX       | 2007 | Gand         | Belgio      |
| XXI      | 2008 | Kiev         | Ucraina     |
| XXII     | 2009 | Plovdiv      | Bulgaria    |
| XXIII    | 2010 | Lipsia       | Germania    |
| XXIV     | 2011 | Sheffield    | Regno Unito |
| XXV      | 2012 | Legnano      | Italia      |
| XXVI     | 2013 | Zagabria     | Croazia     |
| XXVII    | 2014 | Strasburgo   | Francia     |
| XXVIII   | 2015 | Montreux     | Svizzera    |
| XXIX     | 2016 | Toruń        | Polonia     |
| XXX      | 2017 | Tbilisi      | Georgia     |
| XXXI     | 2018 | Novi Sad     | Serbia      |
| XXXII    | 2019 | Düsseldorf   | Germania    |
| XXXIII   | 2020 | Minsk        | Bielorussia |
| XXXIV    | 2021 | Plovdiv      | Bulgaria    |
| XXXV     | 2022 | Adalia       | Turchia     |
| XXXVI    | 2023 | Plovdiv      | Bulgaria    |
| XXXVII   | 2024 | Basilea      | Svizzera    |
| XXXVIII  | 2025 | Genova       | Italia      |
| XXXVIX   | 2026 | Tallinn      | Estonia     |

### Medagliere campionati europei
Aggiornato alla quarta giornata dell'edizione del 2025.
| Posiz. | Nazione                     | Oro | Argento | Bronzo | Totale |
| ------ | --------------------------- | --- | ------- | ------ | ------ |
| 1      | Italia                      | 84  | 65      | 98     | 247    |
| 2      | Russia                      | 76  | 67      | 66     | 209    |
| 3      | Francia                     | 50  | 50      | 73     | 173    |
| 4      | Ungheria                    | 36  | 41      | 56     | 133    |
| 5      | Germania                    | 33  | 29      | 62     | 124    |
| 6      | Polonia                     | 17  | 24      | 48     | 89     |
| 7      | Romania                     | 16  | 17      | 26     | 59     |
| 8      | Ucraina                     | 15  | 20      | 32     | 67     |
| 9      | Svizzera                    | 7   | 6       | 13     | 26     |
| 10     | Estonia                     | 4   | 10      | 10     | 24     |
| 11     | Austria                     | 3   | 5       | 10     | 18     |
| 12     | Spagna                      | 3   | 2       | 9      | 14     |
| 13     | Georgia                     | 3   | 0       | 3      | 6      |
| 14     | Bielorussia                 | 2   | 2       | 5      | 9      |
| 15     | Germania Ovest              | 3   | 2       | 1      | 6      |
| 16     | Azerbaigian                 | 2   | 0       | 3      | 5      |
| 17     | Regno Unito                 | 1   | 4       | 9      | 14     |
| 18     | Portogallo                  | 1   | 1       | 2      | 4      |
| 19     | Israele                     | 1   | 1       | 1      | 3      |
| -      | Atleti Individuali Neutrali | 1   | 0       | 1      | 2      |
| 20     | Grecia                      | 0   | 3       | 3      | 6      |
| 21     | Bulgaria                    | 0   | 2       | 1      | 3      |
| 21     | Paesi Bassi                 | 0   | 2       | 1      | 3      |
| 23     | Belgio                      | 0   | 2       | 0      | 2      |
| 24     | Svezia                      | 0   | 1       | 5      | 6      |
| 25     | Danimarca                   | 0   | 1       | 0      | 1      |
| 26     | Rep. Ceca                   | 0   | 0       | 4      | 4      |
| 27     | Turchia                     | 0   | 0       | 3      | 3      |
| 28     | Cecoslovacchia              | 0   | 0       | 2      | 2      |
| Totale | Totale                      | 355 | 355     | 545    | 1255   |